# Alexia Vassiliou
Alexia Vassiliou, nota anche con lo pseudonimo di Alexia (in greco Αλέξια Βασιλείου?; 5 febbraio 1964), è una cantante cipriota.
Ha rappresentato Cipro due volte all'Eurovision Song Contest: nel 1981 con gli Island e nel 1987 da sola.
È molto celebre in Grecia, dove ha conquistato diversi dischi d'oro e di platino, oltre a quello ottenuto in Scandinavia.
Un suo singolo è entrato nella Top-100 della classifica di vendita negli Stati Uniti. Il suo album di debutto, Alexia, si calcola abbia venduto più di 180 000 copie, divenendo il disco di debutto più venduto di un’artista greca.
Ha studiato al Berklee College of Music di Boston.

## Discografia
- 1981: Monica (Maxi-Single)
- 1984: I am siam - She went pop
- 1987: Aspro mavro (Maxi-Single)
- 1987: Alexia
- 1988: Party On the Rocks
- 1989: Ena dyo tria
- 1989: "Lefka Christougenna" (Maxi-Single)
- 1990: Ela mia nychta
- 1991: "Ela - Love me" (Maxi-Single)
- 1992: Nerompogies
- 1993: I Alexia erminevi ta klasika
- 1994: Keklismenon ton thiron
- 1996: "Acheon akti"(CD-Single)
- 1996: Alexia in a jazz mood
- 1997: Famagusta
- 1998: Alexia - Mikis Theodorakis
- 1999: Safe sex (Colonna sonora originale)
- 1999: I Kyria me tis kamelies
- 2000: The road to Ithaca (Colonna sonora originale)